# A’Lelia Bundles
A’Lelia Bundles   (Chicago, 7 de juny de 1952) és una periodista, biògrafa i executiva de televisió afroestadounidenca. També és autora i productora que ha guanyat el Premi Emmy.

## Infància i joventut
Bundles té el seu nom per A'Lelia Walker (1885-1931), la seva besàvia. Aquesta havia estat filla de la empresària i filantropa Madam C.J.Walker. El 1970 es va graduar a l'Institut Nord Central. El 1974, Bundles es va graduar magna cum laude a la Universitat de Radcliffe. Fou admesa en el capítol Alpha Iota d'Harvard de la Societat Phi Beta Kappa. El 1976 Bundles va obtenir un màster en periodisme de la Universitat de Colúmbia en 1976.

## Carrera
Durant el seu últim any a Harvard, Bundles va començar a treballar com a presentadora de notícies del canal WTLC-FM. Després de completar el seu màster, va anar a treballar coma productora per a NBC News. Bundles fou assignada a les oficines de Nova York, Houston i Atlanta. Bundles va produir els programes The Today Show i NBC Nightly News amb Tom Brokaw. També fou productora a Washington, DC de dos programes de revistes de la NBC que foren copresididos per Connie Chung i Roger Mudd durant la dècada de 1980. El 1989 Bundles va començar a treballar en ABC News. Allà era la cap de l'oficina de Washington, DC. Va ser productora de World News Tonight with Peter Jennings de l'ABC. Bundles també va ser presidenta d'un consell de diversitat designat per assessorar al president d'ABC News, David Westin.

## Distincions
- Síndic[4] de la Universitat de Colúmbia.
- Membre de la Junta Directiva de la Fundació per als Arxius Nacionals[5]
- Membre de la junta directiva del <i>Madame Walker Theatre Center</i> d'Indianápolis
- Membre de la junta d'Amics del <i>Woodlawn Cemetery</i> al Bronx.
- exmembre de la junta assessora de l'Institut Radcliffe d'Estudis Avançats
- exmembre del comitè de nominació de l'Harvard Alumni Association
- exmembre de la junta directiva de l'Harvard Club de Washington, DC.
- exmembre del Consell d'Administració del Radcliffe College Trustees Board
- exmembre de la junta del Saló Nacional de la Fama de la Dona.
- Presidenta de l'Associació d'Antics Alumnes del College Radcliffe entre el 1999 i el 2001.[6]
- President del comitè assessor de ex-alumnes de l'Escola de Periodisme de la Universitat de Colúmbia per renovar l'organització de ex-alumnes de l'escola el 2006.[7]
- Ha presidit la Mostra d'Autors de l'Associació Nacional de Periodistes Negres.
- Va presidir el Comitè de Premis del Llibre i Articles de Letitia Woods Brown de la ABWH.
- És membre del jurat dels Premis duPont de l'Escola de Periodisme de Columbia.
- Exjurat dels Premis Robert F. Kennedy de Periodisme Audiovisual.

## Obres
- On Her Own Ground: The Life and Times of Madam C. J. Walker (Scribner, 2001)
- Madam C. J. Walker: Entrepreneur (Chelsea House, 1991; revisat el 2008)
- Madam Walker Theatre Center: An Indianapolis Treasure (Arcàdia Publishing, 2013)
- "Madam C. J. Walker" i "A'Lelia Walker" a la biografia nacional afroamericana d'Henry Louis Gates i Evelyn Higginbotham's African American National Biography
- "Madam C. J. Walker" a Darlene Clark Hines's Black Women in America.

## Premis
- Premi Emmy (NBC News)[3]
- Bastó d'Or duPont (ABC News 1994)[8]
- Premi del Llibre Americà 1992 per Madam C. J. Walker: Entrepreneur (Chelsea House, 1991)
- New York Times Notable Book per On Her Own Ground: The Life and Times of Madam C. J. Walker 2001[9]
- Caucus Negre de l'Associació Americana de Biblioteques Lliuro d'Honor 2002[10]
- Premi Letitia Woods Brown del Llibre de l'Associació d'Historiadores Negres 2001
- Hurston/Wright-Border Books Finalista del Premi Llegat 2002
- Distingits premis de la Universitat Harvard, Radcliffe College (2004) i la Universitat de Colúmbia (2007)[11][7]
- Doctor Honoris causa de la Indiana University, 2003[12]
- Saló de la Fama de l'Escola de Secundària North Central
- Saló de la Fama dels Records Negres